# Вронський Вахтанг Іванович
Вахтанг Іванович Вронський (справжнє прізвище Надірадзе; 28 серпня (10 вересня) 1905, Тбілісі — 27 лютого 1988, Київ) — радянський балетмейстер. Заслужений артист Азербайджанської РСР (1940). Заслужений артист УРСР (1946). Народний артист Української РСР (1948). Народний артист СРСР (1962). Член КПРС із 1940.

## Біографія
Народився 28 серпня (10 вересня) 1905 року у Тбілісі. У 1923 році, закінчивши Тбіліську балетну студію, був солістом театрів опери і балету Ростова-на-Дону, Баку, Ташкента, Саратова.
У 1932 році почав балетмейстерську діяльність. У 1940—1954 роках — головний балетмейстер Одеського театру опери і балету, у 1954—1969 роках — головний балетмейстер Київського театру опери і балету імені Шевченка. З 1960 року керував українською трупою балету на льоду.

Могила Вахтанга Надірадзе-Вронського та його дружини, Байкове кладовище

Помер 27 лютого 1988 року в Києві. Похований разом з дружиною на центральній алеї Байкового кладовища (ділянка № 2, 50°25′4.83″ пн. ш. 30°30′37.29″ сх. д. / 50.4180083° пн. ш. 30.5103583° сх. д.).

### Родина
Дружина — артистка балету Валерія Мелашунас-Ферро (1925—1996). Донька — заслужена артистка України, провідна акторка Київського академічного театру «Колесо» Наталія Надірадзе-Вронська.

## Творчість
Серед постановок: «Олеся» Русинова (1947), «Лілея» Данькевича (1956; екранізація — у 1959 р.), «Лісова пісня» Скорульского (1958), «Ростислава» Жуковського, «Поема про Марину» Яровинського, «У Солохи» Рябова, «Легенда про Київ» Домінчена.

## Нагороди
Нагороджений орденом Леніна, 3 іншими орденами, а також медалями.